# Gambetto Englund
Il gambetto Englund è una rara apertura degli scacchi caratterizzata dalle mosse:
1. d4 e5
Solitamente è considerata un'apertura eccentrica, in quanto sacrifica un pedone senza averne in cambio dei vantaggi. Le mire del Nero sono principalmente quelle di rallentare lo sviluppo del Bianco (sebbene anche lo sviluppo del Nero risulti rallentato); se l'avversario continua il proprio sviluppo senza preoccuparsi particolarmente del proprio pedone avanzato (dopo 2. dxe5), il Nero accuserà tale rallentamento.
Questa apertura è stata oggetto di alcuni recenti studi, benché non sia giocata ad alti livelli. Come molte aperture eccentriche di gioco semichiuso viene catalogata con codice ECO A40.
Tipicamente la partita continua con:
2. dxe5 Cc6
3. Cf3 De7
e ora il Bianco ha diverse possibilità:
4. Dd5?!
Questa è sconsigliabile
4... f6
5. exf6 Cxf6
Migliore, anche se un po' più complicata:
4. Af4! Db4+
5. Ad2  Dxb2
6. Cc3
e il Bianco sta già molto meglio.
Contro giocatori inesperti, o per tempi di gioco brevi, l'apertura può portare alla trappola:
2. dxe5 Ac5
3. Cf3 d6
4. exd6 Ce7
5. dxe7 Axf2+
6. Rxf2 Dxd1
In conclusione, si tratta di un gambetto che può avere un senso giocato a tempi brevi ma in una partita regolare è del tutto sconsigliabile.
| Controllo di autorità | GND (DE) 4210696-5 |